# Corticea corticea
Corticea corticea är en fjärilsart som beskrevs av Carl Plötz 1883. Corticea corticea ingår i släktet Corticea och familjen tjockhuvuden. Inga underarter finns listade i Catalogue of Life.